# 山墙石

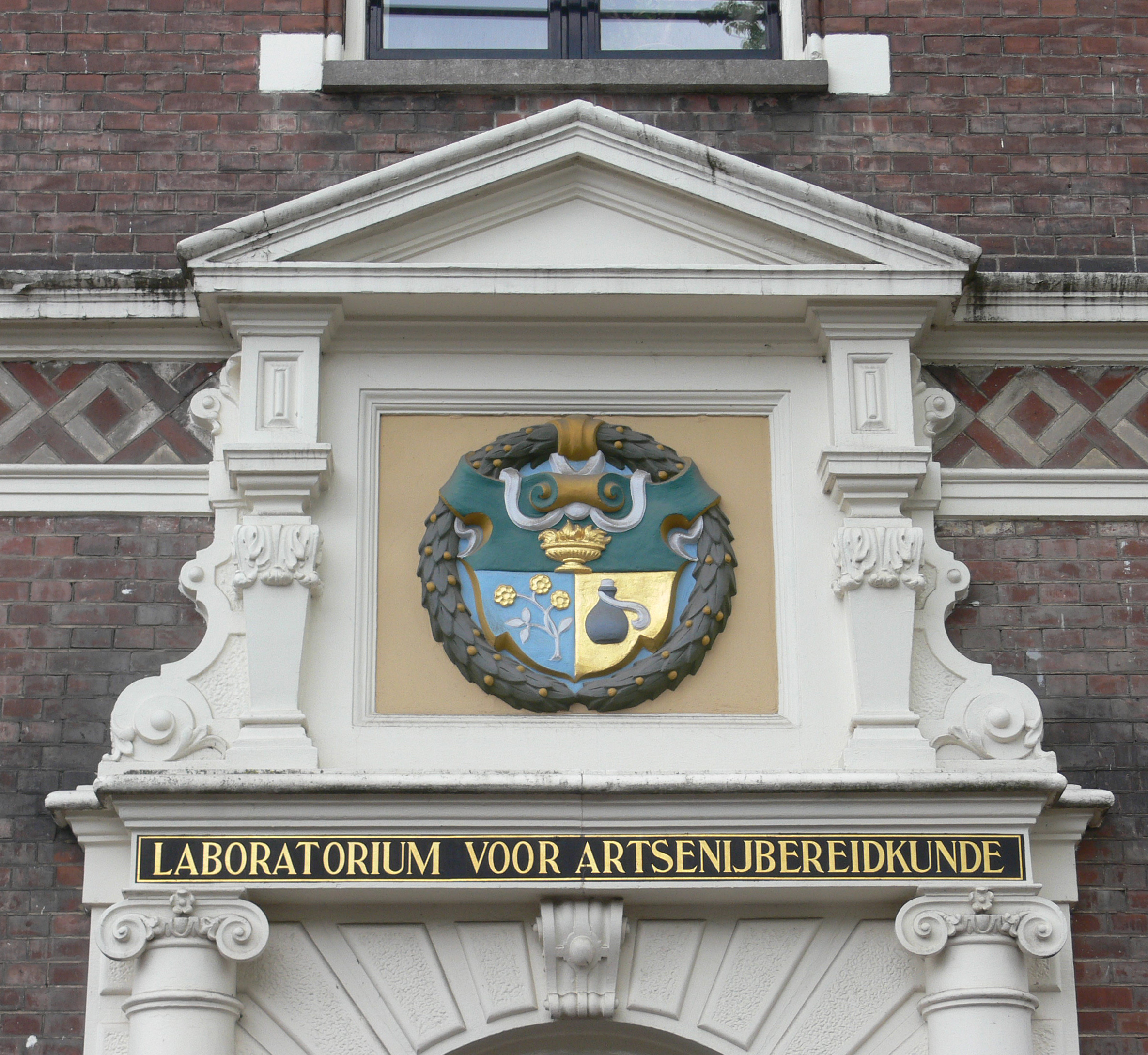
位於阿姆斯特丹的山墙石

山墙石（荷兰语：gevelstenen ）是荷蘭等地建筑物墙壁上的彩繪雕刻，通常距地面约4米。人們可以通過山墙石识别建筑物。在荷兰境內可以找到2500個山墻石，其中约850個位於阿姆斯特丹，250個位於马斯特里赫特，剩下的位於比利時布鲁塞尔、列日、法國里尔和丹麥哥本哈根等城市。 